# 蘇州国際金融中心

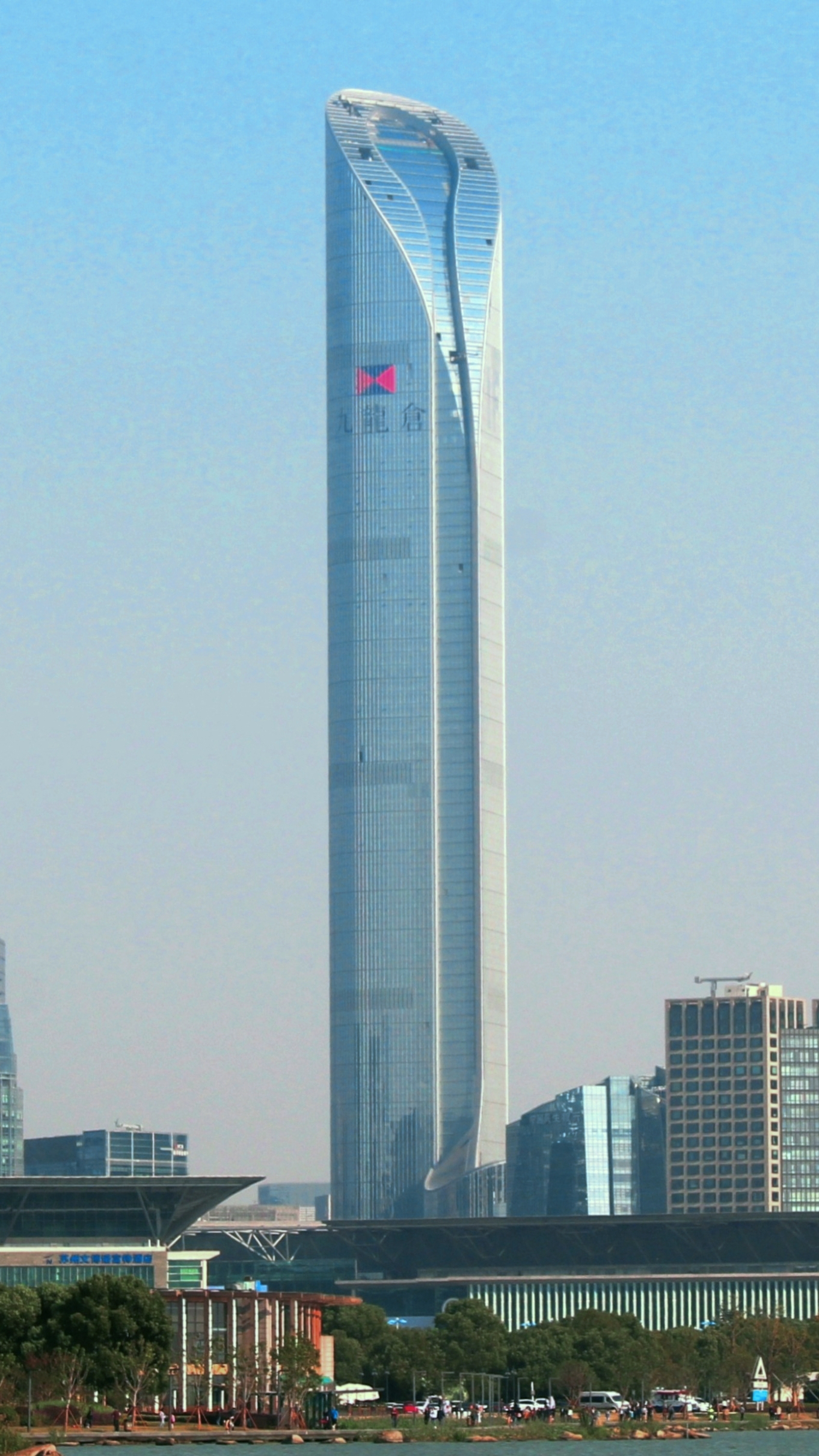
外観

蘇州国際金融中心（そしゅうこくさいきんゆうちゅうしん、苏州国际金融中心）は、中華人民共和国江蘇省蘇州市蘇州工業園区にある高さ450mの超高層ビルである。略称は蘇州IFS。

## 概要
2010年5月に着工し、2018年に完成した。
高さは450m、地上92階建ての建物で、完成時点から江蘇省では最も高い建築物である。
九龍倉集団によるプロジェクトで、設計はコーン・ペダーセン・フォックスである。
魚の尾のようなデザインは、都市の長寿と繁栄の象徴をイメージしている。
最上階には高級ホテルのニッコロ蘇州が入居する。

## ギャラリー

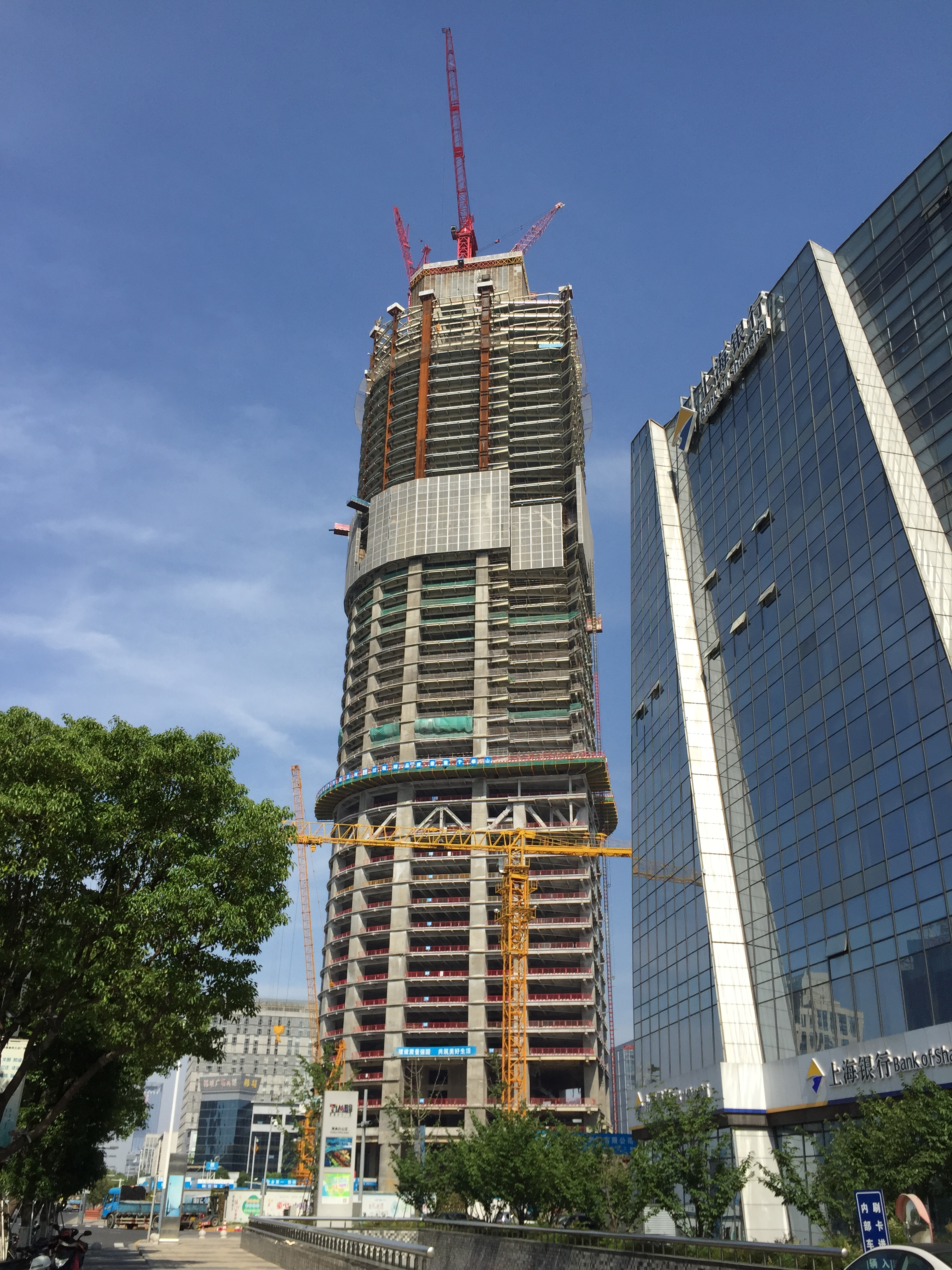
建設中